# هارولد هيلمان
هارولد هيلمان (بالإنجليزية: Harold Hillman)‏ هو عالم أعصاب بريطاني، ولد في 16 أغسطس 1930، وتوفي في 5 أغسطس 2016.